# ミラーマター
ミラーマター (mirror matter) は、通常の物質に対する仮説上の鏡像パートナーである。これは通常の物質とはパリティが反転しており、パリティ対称性を保存するために導入される。シャドーマター (shadow matter) 、アリスマター (Alice matter) または鏡像物質ともいう。

## 概要
現代物理学で扱う空間対称性には、反射、回転、および並進対称性の三つの基本的な型がある。既知の素粒子は回転および並進対称性を持つが、反射対称性（P-対称やパリティともいう）を持たない。電磁相互作用、強い相互作用、弱い相互作用、および重力相互作用の四つの基本相互作用の内、弱い相互作用だけがパリティ対称性を破る。
弱い相互作用におけるパリティ対称性の破れは、李政道および楊振寧によって、τ-θ問題の解決策として、1956年に初めて提唱された。彼らは、弱い相互作用がパリティに対して不変かどうかを検証するためのいくつかの実験を提案した。これらの実験は半年後に実行され、既知の粒子の弱い相互作用はパリティ対称性を破ることが確証された（ウーの実験）。
しかしながら、各粒子が鏡像パートナー（パリティが反転したパートナー）を持つような拡張を行ったら、パリティ対称性を自然の基本的な対称性として回復させることができる。その理論の現代的な形態は1991年に記述されたが、基本的なアイデアの提唱はさらに早い時期まで遡る。通常の粒子は左巻きの相互作用をするが、ミラー粒子は右巻きの相互作用をすることを除くと、ミラー粒子は通常の粒子と同様にしてお互いに相互作用し合う。この場合、全ての通常の粒子について"ミラー"粒子が存在するという条件で、鏡像反射対称性は自然の厳密な対称性として存在することができることになる。パリティもまた、ヒッグスポテンシャルに依存して自発的に破れることができる。パリティ対称性が破れていない場合、通常の粒子の質量はそれらのミラーパートナーと等しく、パリティ対称性が破れている場合、通常の粒子はミラーパートナーより軽くなるかより重くなる。
ミラーマターは、もし存在するなら、通常の物質と非常に弱く相互作用しなくてはならないだろう。これはミラー粒子間の力はミラーボソン（ボース粒子のミラーパートナー）によって媒介されるためである。重力を除いて、どの既知のボース粒子もそれらのミラーパートナーと同じものではないと考えられている。重力以外の力を経由してミラーマターが通常の物質と相互作用できる方法は、いわゆるミラーボソンの通常の物質との動力学的混合 (kinetic mixing) を通した相互作用、またはホロドム粒子の交換を通した相互作用しかない。これらは非常に弱い相互作用の形だけしか取ることができない。このため、ミラー粒子は宇宙の中の推測される暗黒物質の候補として示唆されてきた。
別の文脈では、ミラーマターは電弱対称性の破れに関与する実効的なヒッグス機構を引き起こすと提唱されている。そのようなシナリオにおいては、ミラーフェルミオン（フェルミ粒子のミラーパートナー）は1 TeVのオーダーの質量を持つ。これは、ミラーボソンのいくつかは通常のゲージ粒子と同一であるが、ミラーフェルミオンは追加的な相互作用をするためである。このモデルと上述のモデルの区別を強調するために、通常これらのミラー粒子はカトプトロンと呼ばれる。

## ミラーマターの観測
もしミラーマターが宇宙に十分な量で存在するなら、その重力効果を検出することができる。ミラーマターは通常の物質に類似するものなので、ミラーマターの一部はミラー銀河、ミラー星、ミラー惑星などの形態で存在することが期待される。これらの物体は 重力 マイクロレンジングを用いて検出することができる。また、宇宙の星のいくつかはそれらの伴星としてミラーマターを持つことが期待される。そのような場合、星のスペクトル中に周期的なドップラー偏移を検出することができる。そのような効果はすでに観測されているといういくつかの兆候が見られている。
もしミラーマターが実際に存在するが、その量はほぼゼロに近いとするとどうなるであろうか。磁気単極子と同様に、ミラーマターは宇宙のインフレーション期に観測不能なまでの低密度に薄められたと考えられる。シェルドン・グラショーは、ある高エネルギースケールにおいて通常の物質およびミラーマターと強い相互作用をする粒子が存在すれば、放射補正は光子とミラー光子の間の混合を導くであろうことを示した。この混合はミラー電荷の値として非常に小さい通常の電荷を与える効果を持つ。この他の効果として、光子–ミラー光子混合はポジトロニウムとミラーポジトロニウム間の振動を含む。この時、ポジトロニウムはミラーポジトロニウムに変化し、それからミラー光子に崩壊する。
光子およびミラー光子間の混合は、ツリーレベルのファインマンダイアグラムの中に存在しうるか、もしくは通常のチャージとミラーチャージをともに持つ粒子の存在に起因する量子補正 (quantum correction) の結果として生じうる。後者の場合、量子補正は一つと二つのループレベルのファインマンダイアグラムにおいてゼロにならなければならず、さもなければ予測された動力学的混合 (kinetic mixing) パラメータの値は実験的に許容されるものよりも大きくなるであろう。この効果を計測する実験が現在計画されている。
もしミラーマターが宇宙に多量に存在し、光子–ミラー光子混合を経由してそれらが通常の物質と相互作用をするならば、DAMA/NaIおよびその後継のDAMA/LIBRAのような暗黒物質の直接検出実験において検出されうる。実際、それは依然として他の暗黒物質実験の否定的な結果と矛盾はしていないが、陽性のDAMA/NaI暗黒物質信号を説明することのできる数少ない暗黒物質候補の一つである。また、ミラーマターは電磁場侵入 (penetration) 実験においても検出されうる。そして、惑星科学に対する影響を与えるだろう。
ミラーマターはGZK問題に対してもまた関与しうる。ミラーセクター中の位相欠陥は通常のニュートリノに振動（変化）するミラーニュートリノを生成しうる。GZK限界を回避する他の可能な方法は中性子–ミラー中性子振動を経由することである

。

## 別の専門用語
「ミラーマター」と言う語の別の用法は、物理学者で作家のロバート・L・フォワード博士によって反物質（アンチマター）と一般的に呼ばれる語に代わるものとして導入された。これは、 (例えばCPTなど) あらゆる属性の符号が反転していることを除いて反物質は通常の物質と同じであることを強調する試みであった。（これは、明らかにロシアの物理学者が提唱した先に述べた"通常の物質"と強い相互作用をしないパリティが反転した物質を意味する"ミラー粒子"と言う語の存在を知らなかったためである。）この語法は彼の著書Mirror Matter: Pioneering Antimatter Physics (1988) および彼が編集したレビュージャーナルMirror Matter Newsletter (1986–1990) において説明されている。しかしながら、反物質に対する"ミラーマター"と言うこの語の使用法は、他から広く取り上げられておらず現在も一般的に使用されていない。